# Trophée des champions 2002
Il Trophée des champions 2002 fu la 26ª Supercoppa di Francia, la settima organizzata dalla Ligue de Football Professionnel.
Si tenne il 27 luglio 2002 allo Stadio Pierre de Coubertin di Cannes tra l'Olympique Lione, campione uscente di Francia, e il Lorient, vincitore della Coppa nazionale.
A conquistare il titolo fu il Lione che vinse 5-1 con reti di Sidney Govou (3), Vikash Dhorasoo e Péguy Luyindula.

## Partecipanti
| Squadre         | Qualificazione                             | Partecipazioni precedenti (il grassetto indica la vittoria) |
| --------------- | ------------------------------------------ | ----------------------------------------------------------- |
| Olympique Lione | Vincitore della Division 1 2001-2002       | 2 (1967, 1973)                                              |
| Lorient         | Vincitore della Coppa di Francia 2001-2002 | Nessuna                                                     |

## Tabellino
| Arbitro: | Bruno Coué |

| |              | |
| Govou 8’ 25’ 74’ Dhorasoo 40’ Luyindula 79’                                                                                                | Marcatori    | 27’ Loko |
| · Coupet · Chanelet · Cláudio Caçapa · Müller · Bréchet · Dhorasoo · Violeau · 63’ Juninho · Carrière · 75’ Govou · 75’ Sonny Anderson (c) | Formazioni   | · Le Garrec · Martini · Papa Diop 46’ · Ferron · Bouzin 54’ 59’ · Druon · Ripoll · Abou · Bedrossian (c) · Éli Kroupi 34’ · Loko 63’ |
| · 63’ Diarra · 75’ Vairelles · 75’ Luyindula                                                                                               | Sostituzioni | · Gauvin 46’ · Boutruche 59’ · Guel 63’                                                                                              |
| Paul Le Guen | Allenatori   | Yvon Pouliquen |